# Президентская кампания Джо Байдена (2008)
Президентская кампания Джозефа Байдена (2008) —
началась 31 января 2007 года, когда он объявил о своём намерении баллотироваться на пост президента США от Демократической партии. Это была его вторая попытка стать президентом; первая была предпринята в 1988 году.

## Контекст и мотивация
На момент объявления своей кандидатуры Джо Байден занимал должность сенатора от штата Делавэр. Он был известен своим опытом в области внешней политики и считался одним из наиболее влиятельных членов Сената в вопросах международных отношений. Байден решил баллотироваться, чтобы предложить свою экспертизу в качестве альтернативы другим кандидатам.

## Основные вопросы кампании
Байден сосредоточился на нескольких ключевых вопросах:

### Внешняя политика
Байден подчеркивал необходимость восстановления американского лидерства на мировой арене и предложил стратегический план выхода из Ирака.

### Экономика
Он предложил меры по укреплению экономической стабильности и созданию рабочих мест.

### Здравоохранение
Байден выступал за реформу здравоохранения, чтобы сделать его более доступным для всех граждан.

## Ход кампании
Кампания Байдена столкнулась с трудностями с самого начала. Несмотря на его опыт и знания, он не смог привлечь значительное внимание средств массовой информации и избирателей, так как его конкуренты, такие как Хиллари Клинтон и Барак Обама, имели большую поддержку и более широкую известность.
В январе 2008 года, после слабого выступления на кокусах в Айове, где он получил менее 1 % голосов, Байден объявил о завершении своей кампании.

## Итоги и последствия
Хотя его кампания 2008 года не увенчалась успехом, Байден вскоре получил новую возможность для национального лидерства. Эта кампания стала важным этапом в политической карьере Джо Байдена и подготовила его к роли вице-президента, а затем и президента США. В августе 2008 года кандидат в президенты от Демократической партии Барак Обама выбрал его в качестве своего напарника на пост вице-президента. Байден и Обама одержали победу на выборах в ноябре 2008 года, и Джо Байден стал 47-м вице-президентом США. 
Примечания
Байден Дж. Объявление о кандидатуре. 31 января 2007 года.
Результаты кокусов в Айове. Январь 2008 года.
Обама Б., Байден Дж. Избрание и инаугурация. Ноябрь 2008 года.